# Uppercut Man
Pour plus de détails, voir Fiche technique et Distribution.
Uppercut Man, également connu sous le titre Quelqu'un va payer (Qualcuno pagherà), est une comédie dramatique italienne réalisée par Sergio Martino et sortie en 1988.
Le lieu de l'action de ce drame de la boxe est situé à Miami (Floride) aux États-Unis.

## Synopsis
un jeune boxeur qui a un bon entraineur et cet entraineur est le père de sa bien aimée.

## Fiche technique
- Titre français : Uppercut Man ou Quelqu'un va payer[1]
- Titre original italien : Qualcuno pagherà[2],[3],[4]
- Réalisateur : Sergio Martino
- Scénario : Luciano Martino, Robert Brodie Booth, Maria Perrone Capano, Sergio Martino, Sauro Scavolini
- Photographie : Giancarlo Ferrando (it)
- Montage : Eugenio Alabiso
- Musique : Luciano Michelini (it)
- Décors : Federico Padovan
- Costumes : Valentina Di Palma
- Maquillage : Stefano Fava
- Production : Luciano Martino
- Société de production : Medusa Distribuzione, National Cinematografica, Nuova Dania Cinematografica
- Pays de production :  Italie
- Langue originale : italien
- Format : Couleurs - 1,85:1 - Son Dolby
- Durée : 92 minutes
- Genre : Comédie dramatique
- Dates de sortie :
  - Italie : 8 juillet 1988
  - France : 28 septembre 1988

## Distribution
- Daniel Greene : Bobby Mulligan
- Giuliano Gemma : Martin Duranti
- Keely Shaye Smith : Anne
- Ernest Borgnine : Victor
- Mary Stävin : Gilda Duranti
- Bill Wohrman : Larry
- James Warring : Eddy
- A.J. Duhe : Bébé
- Herb Goldstein : Docteur
- Lenny Moore : Duncan